# Buchhausen (Hohenfels)
Buchhausen ist ein Gemeindeteil des Marktes Hohenfels in Landkreis Neumarkt in der Oberpfalz in Bayern.

## Geographische Lage
Der Weiler liegt im oberpfälzischen Jura der Südlichen Frankenalb etwa 4,5 km südwestlich von Hohenfels auf ca. 508 m ü. NHN. Durch den Ort führt die Kreisstraße NM 34. Circa 50 m nördlich verläuft die Bundesautobahn 3; die nächste Auffahrt ist die AS 95 Beratzhausen im Südosten.

## Geschichte
Erstmals erscheint Buchhausen 1373 in der Herrschaft Hohenfels. Im Lehenbuch des Bayernherzogs Otto aus der Mitte des 15. Jahrhunderts erscheinen Lehen in Buchhausen. Nach dem Salbuch der Herrschaft Hohenfels von 1494/1500 unterstanden ihr gerichtlich vier Hofraiten in „Puechhausen“. Um 1600 ist der Ort als „Buechhausen“ im Kartenwerk von Christoph Vogel verzeichnet. Bei vier Anwesen blieb es jahrhundertelang. Gegen Ende des Alten Reiches, um 1800, bestand Buchhausen, unter der hohen Gerichtsbarkeit des oberpfälzischen Amtes Hohenfels stehend, aus einem dem Amt lehenbaren Dreiviertelhof, zwei Viertelhöfen und einem Achtelhof; letzterer und einer der beiden Viertelhöfe gehörten der Hofmark Raitenbuch.
Im Königreich Bayern wurde um 1810 der Steuerdistrikt Raitenbuch im Landgericht Parsberg (später Landkreis Parsberg) aus zwölf Orten gebildet, unter ihnen der Weiler Buchhausen. Mit dem zweiten bayerischen Gemeindeedikt von 1818 entstand die gleichnamige Ruralgemeinde mit nunmehr sieben Orten, darunter wiederum Buchhausen. Diese wurde zum 1. Mai 1978 nach Hohenfels eingemeindet. Seitdem ist Buchhausen ein Gemeindeteil von Hohenfels.
Gebäude- und Einwohnerzahl:
- 1830: 28 Einwohner, 3 Häuser[8]
- 1838: 40 „Seelen“, 8 Häuser[9]
- 1861: 27 Einwohner, 10 Gebäude[10]
- 1871: 32 Einwohner, 13 Gebäude, an Großviehbestand 1873 2 Pferde, 31 Stück Rindvieh[11]
- 1900: 24 Einwohner, 5 Wohngebäude[12]
- 1925: 33 Einwohner, 4 Wohngebäude[13]
- 1950: 30 Einwohner, 4 Wohngebäude[14]
- 1970: 31 Einwohner[15]
- 1987: 19 Einwohner, 4 Wohngebäude, 4 Wohnungen[16]

In Richtung Autobahn befindet sich ein Solarpark.

## Kirchliche Verhältnisse
- Buchhausen gehörte seit altersher (so um 1600) zur katholischen Pfarrei Pfraundorf im Bistum Regensburg und in späterer Zeit zu deren Expositur Oberpfraundorf.[17][18] Dorthin gingen die Kinder im 19. Jahrhundert 4 km weit in die katholische Schule, um 1925 3,5 km weit nach Raitenbuch in die katholische Schule.